# パラマス・パーク
パラマス・パーク（Garden State Plaza}）はニュージャージー州バーゲン郡にあるショッピング・モールである。ルート17とガーデン・ステート・パークウェイに挟まれた場所にある。ジェネラル・グロース・プロパティ社の所有。

## 概要
近くにあるガーデン・ステート・プラザとファッション・センターをあわせるとパラマスという１つの町で年50億円もの売り上げを誇り、この規模は全米一となっている。
ブルー・ローにより日曜日は営業していない。

## 歴史
このモールは、ザ・ローズ・カンパニーにより企画・開発され1974年にオープンした。エイブラハム&ストラウス（現在のメイシーズ）とシアーズがアンカーとなる典型的なショッピング・モールの構造だった。この２つのデパートの間に120の店舗が並び、地元高校のマーチング・バンドがオープニングを祝った。
2001年、モールはオールド・ネイビーとフット・ロッカーが入る部分を拡張した。中心の広場は、これに伴い改築されより集客が出来るようにデザインし直された。
2009年には、ライフスタイルを提案する新しいフロアーが開設される。